# Scaphisoma pseudokalabitum
Espèce
Scaphisoma pseudokalabitum est une espèce de coléoptères de la famille des Staphylinidae et de la sous-famille des Scaphidiinae.

## Répartition et habitat
Cette espèce est décrite des Philippines.